# Affaire de la privatisation du Mont-Orford

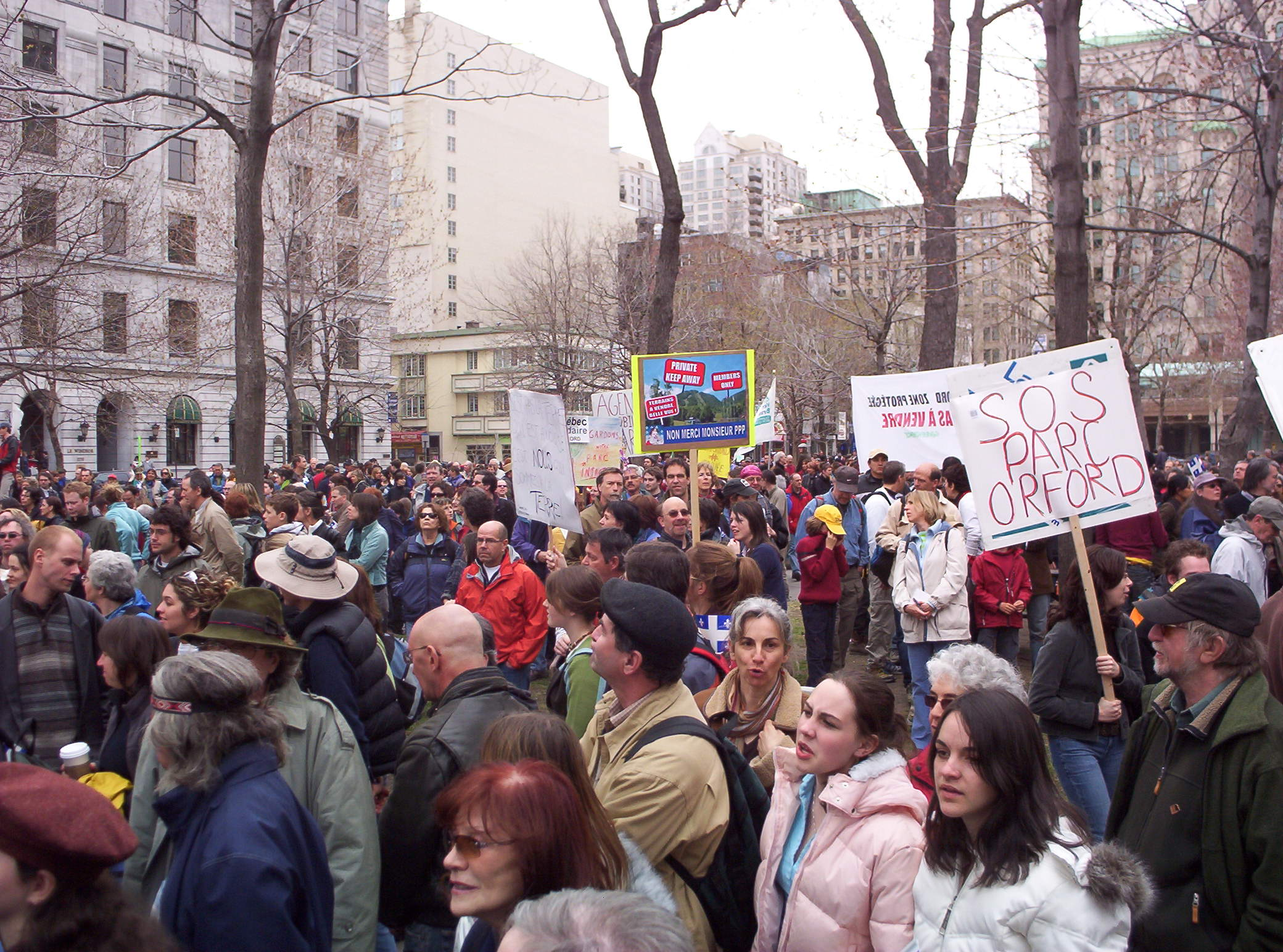
22 avril 2006 - Marche nationale d'opposition à la privatisation du Mont-Orford, à Montréal.

L'affaire politico-financière de la privatisation du Mont-Orford concerne un conflit datant de 2005 et opposant des groupes de défense de l'intégrité du parc national du Mont-Orford au Québec (Canada), et des promoteurs immobiliers. Ces derniers souhaitent en effet agrandir l'aire commerciale entourant la station de ski pour y inclure des condominiums.

## Déroulement
Le 6 mars 2006, le gouvernement du Québec tranche en faveur des promoteurs immobiliers et souhaite vendre au secteur privé près de 649 hectares situés sur le mont, en plein centre du parc national. Le projet comprendrait également l'aménagement d'un terrain de golf ainsi qu'un projet immobilier d'au moins 1 000 logements.
En mars 2006, il est annoncé que la cession d'une partie du parc dans le but d'y construire des condominiums est illégale. C'est pourquoi le gouvernement du Québec doit créer une loi spéciale pour contourner une disposition insérée dans une autre loi. Ce dispositif est solidement contesté par un regroupement de citoyens réunis sous la bannière de la coalition SOS Parc Orford, qui songe à poursuivre le gouvernement en cour.
En réponse au mouvement de contestation, le ministère du Développement durable, de l’Environnement et des Parcs a publié le 6 avril un communiqué annonçant son intention de doubler la superficie du parc afin de compenser pour la perte du mont proprement dit, ce qui équivaut à environ 5 000 hectares de terres à être protégées. Cependant, selon les groupes de défense de l'intégrité du parc, cet ajout ne pourrait compenser pour la perte des terres riches en biodiversité du mont, qui constituent le centre névralgique du parc national. De plus, les terres supplémentaires proposées seraient biologiquement pauvres puisque commercialement exploitées depuis plusieurs années.
Le 21 avril 2006, huit ex-directeurs de parcs nationaux ont publié une lettre ouverte dénonçant le projet de privatisation et demandant entre autres au gouvernement de « surseoir à son intention d'offrir en vente une partie substantielle du territoire du parc » et de « reprendre à la base le processus de discussion publique ». Le 22 avril 2006, une marche nationale d'opposition au projet est organisée à Montréal, en marge du Jour de la Terre qui réunit quelque 12 000 manifestants, selon les organisateurs.
Une des principales raisons du conflit réside dans le fait que des terres ont été initialement cédées dans le but d'en faire un espace public, un parc protégé par la Loi des Parcs, et d'en promouvoir la conservation. Or le gouvernement du Québec va à l'encontre de sa propre loi avec sa décision de vendre à des intérêts privés 649 hectares de ces terres, dont 71 % sont recouverts de forêts et de milieux humides naturels.
Ironiquement, même si le projet de privatisation partielle fut mis en place par le gouvernement du Parti libéral du Québec, deux anciens ministres libéraux de l'Environnement, Thomas Mulcair et Pierre Paradis, se sont dits contre, alors qu'un ancien ministre péquiste de l'Environnement s'est dit pour. [Pas clair. Référence manquante]

## Résolution
Le projet de loi 23 déposé le 3 mai 2006 modifie quelque peu le projet initial du gouvernement. La superficie mise en vente a notamment été ramenée à 579 hectares grâce au retrait du mont Alfred-DesRochers, de la colline des Sureaux et de l'étang K2 du projet. Le 12 juin 2006, le gouvernement libéral de Jean Charest impose le bâillon à l'Assemblée nationale pour adopter 4 projets de loi controversés, dont celui sur la privatisation du Mont Orford. Le 7 mai 2007, alors qu'il se retrouve minoritaire à l'Assemblée nationale du Québec, le gouvernement libéral décide toutefois d'annuler la vente prochaine des terrains situés sur les flancs du Mont Orford, ainsi que l'appel d'offres lancé pour réaliser un projet de 750 condos et résidences au même endroit. Le gouvernement refuse néanmoins d'abroger la loi qui avait ouvert la porte à cette vente.
Le 23 mars 2010, le gouvernement décide de se rétracter et dépose un projet de loi pour réintégrer les 459 ha au parc.  Quant au golf et à la station de ski, il soumettra de nouveaux appels d'offres pour la gestion de ceux-ci.  Advenant que ceux-ci ne soient plus viables, ils seraient fermés, démantelés et retournés à l'état naturel. Le 26 mai 2010, la « loi concernant le parc national du Mont-Orford » est sanctionnée, réintégrant le golf et la station de ski et faisant passer la superficie du parc à 59,5 km2.